# ماكس هارتونغ
ماكس هارتونغ (بالألمانية: Max Hartung)‏ هو مبارز بالسيف ألماني، ولد في 8 أكتوبر 1989 في آخن في ألمانيا.

## وصلات خارجية
- ماكس هارتونغ على موقع الاتحاد الدولي للمبارزة (الإنجليزية)
- ماكس هارتونغ على موقع الاتحاد الأوروبي للمبارزة (الإنجليزية)
- ماكس هارتونغ على موقع أوليمبيديا (الإنجليزية)
- ماكس هارتونغ على موقع اللجنة الأولمبية الألمانية (الألمانية)